# Старогръцки легенди и митове
„Старогръцки легенди и митове“ (на руски: „Легенды и мифы Древней Греции“), първоначално със заглавие „Какво са разказвали гърците и римляните за своите богове и герои“ (на руски: „Что рассказывали греки и римляне о своих богах и героях“), е научнопопулярна книга на руския учен Николай Кун, в която авторът обобщава древните митове.

## Публикации
Първата част на книгата е публикувана в дореволюционна Русия. Кун завършва работата си по нея на 24 май 1914 г. Акад. Фьодор Корш участва в подготовката на изданието. Издателството на „И. Н. Кушнерев“ издава книгата със заглавието Какво са разказвали гърците и римляните за своите богове и герои. През 1922 г. книгата е преиздадена от издателство „Мир“.
Втората част на книгата е издадена след революцията. През 1937 г. „Учпедгиз“ публикува третото издание на книгата под редакцията на Александър Удалцов. За първи път книгата съдържа и двете части, но излиза с променено заглавие: Какво са разказвали древните гърци за своите богове и герои. Внучката на Кун предполага, че думата „римляните“ е изчезнала от заглавието поради асоциации с фашистка Италия и Мусолини през 30-те години:
| „ | Аз бях дете, но добре си спомням колко сили и здраве струваше изданието от 1937 година. „Римляните“ изчезва от заглавието на книгата. Не знам точно защо, но сега можем да предположим: 1937 г., Европа, Италия, Рим, Мусолини. | “ |

Поискана е забрана на изданието от 1937 г., тъй като боговете са изобразени голи, но въпреки това книгата е публикувана с оригинални снимки.
През 1940 г., няколко дни преди смъртта си, Кун подписва копие на четвъртото издание, за което преработва текста на книгата и подбира илюстрациите към нея.
През 1954 г. книгата излиза с ново заглавие Старогръцки легенди и митове, което е измислено от учениците на Кун, с увод от Анатолий Бокщанин. Книгата е публикувана със съкращения:
| „ | Докато се подготвяха да преиздадат книгата на Н.А.Кун, редакторите, поддържайки цялостната структура на произведението, сметнаха за необходимо да намалят обема му, като премахнаха някои незначителни легенди, които не са от съществено значение за разбирането на основните части на гръцката митология. Освен това, като взе предвид възможността да се чете това произведение от ученици, редакционният съвет направи някои специални промени в представянето на някои митични епизоди. | “ |